# De lyckliga ingenjörerna

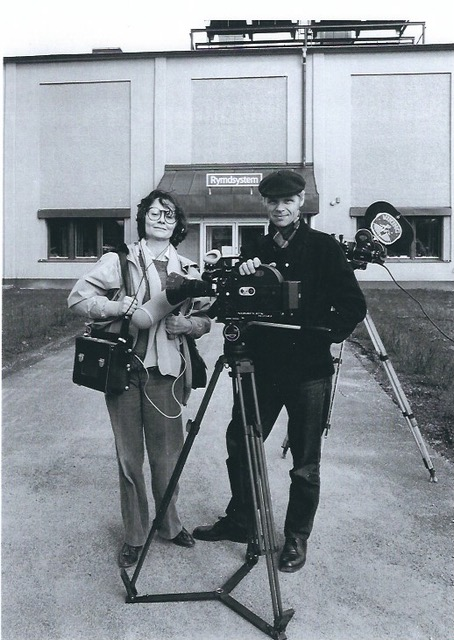
Stefania och Carl Henrik Svenstedt.

De lyckliga ingenjörerna (fullständig titel: Approaching Zero, 000 - De lyckliga ingenjörerna) är en svensk dokumentärfilm från 1987 om Sveriges första satellit Viking.

## Handling
Stefania Lopez Svenstedt och Carl Henrik Svenstedt följer under fem år en svensk ingenjörsgrupp som bygger Sveriges första satellit, Viking. Syftet med Viking är att utforska norrsken, en magnetstorm som flammar upp då solvindens partiklar kommer in i atmosfären. Filmen ger inblick i de problem som ingenjörerna möter, men ger också en konstnärlig tolkning av de tekniska miljöerna som omger projektet.

## Visningar
Filmen hade premiär 24 april 1987 på Filmstaden i Stockholm. Den visades även 2 oktober 1987 på Bio Mauritz i Stockholm och 4 oktober 1987 på Folkets Bio i Stockholm. Sveriges Television visade filmen 10 januari 1988 i SVT2.

## Rollista
Saab Space:
- Hans Grunditz
- Göran Johansson
- Johnny Andersson
- Sven Ljunggren
- Rune Thorn
- Inge Anderfjord
- Lennart Noring

Rymdbolaget:
- Per Zetterquist
- Sven Grahn
- Baard Ellertsen
- Kaj Lundahl
- Anders Björkman

CNES/SPOT/Arianespace:
- Pierre Moskwa
- Michel Courtois
- Pierre Lamaison
- Serge Filatrou

Forskarna:
- Lars Block
- Tom Potemra
- Rickard Lundin
- Axel Bahnsen
- Bengt Holback
- Carl Anger